# Physospermum
Physospermum es un género de plantas de la familia de las apiáceas. Comprende 15 especies descritas.

## Taxonomía
El género fue descrito por Cusson ex Juss. y publicado en Histoire de la Société Royale de Médicine. Paris 5: 279. 1787. La especie tipo es: Physospermum aquilegifolium W.D.J.Koch

## Especies
A continuación se brinda un listado de las especies del género Physospermum aceptadas hasta septiembre de 2012, ordenadas alfabéticamente. Para cada una se indica el nombre binomial seguido del autor, abreviado según las convenciones y usos.
- Physospermum acteifolium Eichw.
- Physospermum acteifolium C.Presl
- Physospermum aegopodioides Boiss.
- Physospermum angelicifolium Guss.
- Physospermum aquilegifolium W.D.J.Koch
- Physospermum cicutarium Spreng.
- Physospermum commutatum Spreng.
- Physospermum cornubiense (L.) DC.
- Physospermum cussonii Lag.
- Physospermum danaa Schischk. ex N.I. Rubtzov
- Physospermum giganteum (Pau) M.Hiroe
- Physospermum gussonei Lag.
- Physospermum nudicaule C.A.Mey.
- Physospermum olgae Regel & Schmalh.
- Physospermum verticillatum Vis.